# Moro (langue)
Pour les articles homonymes, voir Moro.
Le moro est une langue heiban du Soudan.

## Dialectes
Le moro compte six ou sept dialectes correspondant aux sept clans moro : Lətogəfəlda, Uləba, Nubwa, Ndərria, Layene, Wërria et Ləŋorban.

## Écriture
Une orthographe moro est développée par des missionnaires chrétiens en 1936 et un Nouveau Testament l’utilisant est publié en 1960. Cette première orthographe n’utilisait pas les majuscules. Une orthographe révisée utilisant les majuscules est utilisée dans la publication du Nouveau Testament de 1993.
| A | B | C | D | Ḏ | Đ/Ꟈ | E | Ë | Ə | F | G | I | J | K | L | M | N | Ñ | Ŋ | O | P | R | Ɽ | S | T | Ṯ | U | W | Y |
| a | b | c | d | ḏ | đ/ꟈ | e | ë | ə | f | g | i | j | k | l | m | n | ñ | ŋ | o | p | r | ɽ | s | t | ṯ | u | w | y |

### Prononciation
|            | Labiales | Labiales | Dentales | Dentales | Alvéolaires | Alvéolaires | Rétroflexes | Rétroflexes | (Alvéo-)palatales | (Alvéo-)palatales | Vélaires | Vélaires |
| ---------- | -------- | -------- | -------- | -------- | ----------- | ----------- | ----------- | ----------- | ----------------- | ----------------- | -------- | -------- |
| Occlusives | p        | b        | t̪        | d̪        | t           | d           |             |             | tʃ                | dʒ                | k        | ɡ        |
| Fricatives | f        | v        | s        |          |             | ð           |             |             |                   |                   |          |          |
| Nasales    |          | m        |          |          |             | n           |             |             |                   | ɲ                 |          | ŋ        |
| Latérales  |          |          |          |          |             | l           |             |             |                   |                   |          |          |
| Battues    |          |          |          |          |             | ɾ, r        | ɽ           |             |                   |                   |          |          |
| Sibilantes |          | w        |          |          |             |             |             |             |                   | j                 |          |          |

Le moro standard a sept voyelles et le dialecte thetogovela a huit voyelles.
|             | Antérieures | Centrales | Postérieures |
| ----------- | ----------- | --------- | ------------ |
| Fermées     | i           |           | u            |
| Mi-fermées  |             | ɘ         |              |
| Mi-ouvertes | e           | ɜ ə       | o            |
| Ouvertes    |             | a         |              |